# Церква святого апостола Філіппа (Шарджа)
Російська церква святого апостола Філіппа — православний храм у місті Шарджа (Об'єднані Арабські Емірати), перша російська храмова споруда на Аравійському півострові. Храм належить до Російської православної церкви.

## Історія
Історія приходу починається 2000 року, коли настоятель Свято-Миколаївського Собору в Тегерані (Іран) ігумен Олександр (Заркешев) починає приїжджати до ОАЕ та здійснювати регулярні православні богослужіння для російськомовної громади. У травні 2004 року митрополит Смоленський та Калінінградський Кирило з делегацією відвідав Об'єднані Арабські Емірати. У рамках візиту митрополит зустрівся із правителем емірату Шарджа шейхом Султаном бін Мухаммадом аль-Касемі. На зустрічі було досягнуто домовленості про виділення земельної ділянки під будівництво російського православного храму.
Незабаром після реєстрації парафії, у квітні 2007 року, правитель емірату Шарджа доктор Султан бін Мухаммад аль-Касімі виділив приходу земельну ділянку під будівництво храму загальною площею майже 2 гектари.
Закладку храмового комплексу 9 вересня 2007 року здійснив Голова відділу зовнішніх церковних зв'язків Московського Патріархату митрополит Смоленський та Калінінградський Кирило у присутності наслідного принца емірату Шарджа шейха Ісама бін Сагра аль-Касімі.
Перше богослужіння у церкві відбулося на православне Різдво Христове 7 січня 2011 року, а 2 червня на куполи храму було встановлено золоті хрести. Після завершення 20 липня робіт із встановлення іконостаса, 13 серпня 2011 року відбулося відкриття російського православного храму та перше урочисте богослужіння.